# Język mien
Język mien – główny język grupy etnicznej Yao, używany w południowych Chinach, Wietnamie, Laosie i Tajlandii. Posługuje się nim 814 tys. osób. Odznacza się dużą ilością zapożyczeń z języka starokantońskiego. Tradycyjnie zapisywany był znakami chińskimi, obecnie również alfabetem łacińskim i tajskim.

## Fonetyka i ortografia
Ortografia na bazie alfabetu łacińskiego opiera się na tzw. systemie IMUS (Iu Mien United System):
|                                | IMUS | IPA  | IMUS | IPA  | IMUS | IPA   | IMUS | IPA   | IMUS | IPA  |
| ------------------------------ | ---- | ---- | ---- | ---- | ---- | ----- | ---- | ----- | ---- | ---- |
| Spółgłoski bezdźwięczne        | b    | /p/  | d    | /t/  | z    | /ts/  | j    | /tɕ/  | g    | /k/  |
| Spółgłoski przydechowe         | p    | /pʰ/ | t    | /tʰ/ | c    | /tsʰ/ | q    | /tɕʰ/ | k    | /kʰ/ |
| Spółgłoski dźwięczne           | mb   | /b/  | nd   | /d/  | nz   | /dz/  | nj   | /dʑ/  | nq   | /ɡ/  |
| Spółgłoski nosowe dźwięczne    | m    | /m/  | n    | /n/  | l    | /l/   | ny   | /ɲ/   | ng   | /ŋ/  |
| Spółgłoski nosowe bezdźwięczne | hm   | /m̥/  | hn   | /n̥/  | l̥    | /l̥/   | hny  | /ɲ̥/   | hng  | /ŋ̊/  |
| Spółgłoski szczelinowe         | f    | /f/  |      |      | s    | /s/   |      |       | h    | /h/  |
| Półsamogłoski                  | w    | /w/  |      |      |      |       | y    | /j/   |      |      |

Tony zaznaczane są za pomocą (niewymawianej) spółgłoski dodawanej do każdej sylaby:
| IPA | Opis                            | IMUS         | Przykład | Polski      |
| --- | ------------------------------- | ------------ | -------- | ----------- |
|     | Wysoki                          | v            | maaiv    | nie         |
|     | Średni opadający                | h            | maaih    | mieć        |
| ˧   | Średni równy                    | nieoznaczony | mai      | ogon        |
|     | Niski równy                     | c            | maaic    | sprzedawać  |
|     | Niski rosnący                   | x            | maaix    | przechylony |
|     | Niski, długi, rosnąco-opadający | z            | maaiz    | kupować     |